# Атланта (Небраска)
Атланта (англ. Atlanta) — селище (англ. village) в США, в окрузі Фелпс штату Небраска. Населення — 106 осіб (2020).

## Географія
Атланта розташована за координатами 40°22′6″ пн. ш. 99°28′24″ зх. д. / 40.36833° пн. ш. 99.47333° зх. д. (40.368409, -99.473223).  За даними Бюро перепису населення США в 2010 році селище мало площу 0,60 км², уся площа — суходіл.

## Демографія
Згідно з переписом 2010 року, у селищі мешкала 131 особа в 52 домогосподарствах у складі 39 родин. Густота населення становила 219 осіб/км².  Було 60 помешкань (100/км²).
Расовий склад населення:
| - 99,2 % — білих - 0,8 % — корінних американців |

До двох чи більше рас належало 0,0 %. Частка іспаномовних становила 0,0 % від усіх жителів.
За віковим діапазоном населення розподілялося таким чином: 29,8 % — особи молодші 18 років, 64,9 % — особи у віці 18—64 років, 5,3 % — особи у віці 65 років та старші. Медіана віку мешканця становила 38,5 року. На 100 осіб жіночої статі у селищі припадало 89,9 чоловіків;  на 100 жінок у віці від 18 років та старших — 109,1 чоловіків також старших 18 років.
Середній дохід на одне домашнє господарство  становив 72 851 долар США (медіана — 56 875), а середній дохід на одну сім'ю — 78 662 долари (медіана — 62 500). За межею бідності перебувало 16,3 % осіб, у тому числі 40,0 % дітей у віці до 18 років та 0,0 % осіб у віці 65 років та старших.
Цивільне працевлаштоване населення становило 65 осіб. Основні галузі зайнятості: роздрібна торгівля — 23,1 %, транспорт — 16,9 %, оптова торгівля — 16,9 %.